# Marc Klok
Marc Klok (Ámsterdam, Países Bajos; 20 de abril de 1993) es un futbolista de Indonesia nacido en los Países Bajos que juega en la posición de centrocampista con el Persib Bandung de la Liga 1 de Indonesia desde el año 2021.

## Carrera

### Club
| Periodo   | Club                  |
| --------- | --------------------- |
| 2011–2013 | Jong FC Utrecht       |
| 2013–2014 | Ross County FC        |
| 2014–2016 | PFC Cherno More Varna |
| 2016      | Oldham Athletic FC    |
| 2017      | Dundee FC             |
| 2017-2019 | PSM Makassar          |
| 2020-2021 | Persija Jakarta       |
| 2021-     | Persib Bandung        |

### Selección nacional
Tras cinco años jugando en Indonesia y de superar el complicado proceso de naturalización, Klok fue uno de los refuerzos de Indonesia sub-23 en los Juegos del Sudeste Asiático de 2021, donde jugó en los seis partidos incluyendo el partido por la medalla de bronce que ganó ante Malasia sub-23 en penales. Klok anotó el penal ganador.
El 1 de junio de 2022 Klok debutó con Indonesia en el empate 0-0 ante Bangladés en un partido amistoso. Fue el capitán en el segundo tiempo luego de que Fachruddin Aryanto fuera reemplazado al medio tiempo. El 8 de junio de 2022 Klok anotó su primer gol internacional de penal en la victoria por 2-1 sobre Kuwait por la clasificación para la Copa Asiática 2023.
El 24 de septiembre de 2022 Klok anotó en la victoria por 3-2 en un partido amistoso ante Curazao. Klok fue convocado para jugar en el Campeonato de la AFF 2022 el 19 de diciembre de 2022, torneo en el que anotó ante Brunéi y Tailandia.
También fue convocado para jugar en la Copa Asiática 2023.

## Logros

### Club
- Bulgarian Cup: 2015
- Bulgarian Supercup: 2015[12]
- Piala Indonesia: 2018–19[13]
- Menpora Cup: 2021[14]
- Liga 1: 2023–24,[15] 2024–25[16]

### Individual
- Mejor gol del AFC Cup: 2019[17]
- Equipo ideal de la Liga 1: 2019 (Suplentes),[18] 2023–24
- Mejor jugador de la Menpora Cup: 2021[19]
- Equipo ideal de la Menpora Cup: 2021[20]
- Gol del mes de la Liga 1: febrero de 2023